# SA 316 (航空機)
SA 316 アルエットIII
フランス海軍のアルエット III
- 用途：一般航空, 警察, 消防, 汎用, 対潜哨戒
- 分類：小型ヘリコプター
- 製造者：シュド・アビアシオン→アエロスパシアル
- 運用者： フランス（フランス軍）他
- 初飛行：1959年2月28日
- 生産数：2,000機以上
- 運用開始：1960年
- 退役：2004年（フランス軍）
- 運用状況：現役

SA 316およびその改良型であるSA 319、通称アルエットIII（Alouette III、Alouetteとは、フランス語でヒバリの意）は、フランス製の単発エンジン式軽汎用ヘリコプターである。
製造は、フランスのシュド・アビアシオンが行っていたが、ルーマニアやインド・オランダ・スイスでもライセンス生産され、2,000機以上が製造されている。

## 開発
前作SE.3130の拡大発展型として開発され、試作初号機は1959年2月28日に初飛行。翌年6月にはモンブラン山頂の上4,810mまで飛行する記録を残した。
機体は、キャビンが拡大されて7人乗りとなり、コックピットは右から正操縦士、副操縦士、クルーチーフと並んで座る独特の配置となっている。胴体とテイルブームは外皮張りとなり、降着装置も3車輪式に変更された。また、エンジンのパワーアップに伴いメインローターの直径が拡大されている。
アルジェリア戦争において高速かつ十分に武装できるヘリコプターを欲していたフランス軍は、すぐさま本機に興味を示し各種有線誘導ミサイルや機関銃などさまざまな武装を搭載して試験を実施、結果、要求を満たしていたため軍用ヘリコプターとして正式採用されることとなった。

## 運用
アルエット IIIは、冷戦中の各種戦争・紛争において対地攻撃・輸送・偵察・救急などで広く用いられており、実戦経験が多い機体である。
フランス軍では、1960年当時のアルジェリア戦争に投入され、SS.10やSS.11などの対戦車ミサイルを装備してアルジェリア独立派ゲリラの攻撃に従事した。
その後も印パ戦争やローデシア紛争、ポルトガル植民地であるアンゴラ・モザンビーク・ギニアビサウの独立戦争、南アフリカ国境戦争など、1980年代まで世界各地の紛争で運用された。
バングラデシュ独立戦争では旧東パキスタンからの独立をめざす義勇軍「Mukti Bahini」（現在のバングラデシュ軍）の航空部隊（現在の同空軍）にインドから寄贈された1機のSA316が武装を施され、ガンシップヘリとして投入された。
オランダ空軍ではアクロバットチーム「グラスホッパーズ」で運用され、ヘリコプター弦楽四重奏曲の世界初演にも利用された。
海軍でも艦載機としてレーダーやディッピングソナー・磁気探知機などの捜索用センサー類と短魚雷を装備しての対潜哨戒や、AS.12有線誘導ミサイルを利用しての対艦攻撃・捜索救難に運用された。
警察や消防などの公共機関、民間企業でも広く使用された。

## 派生型

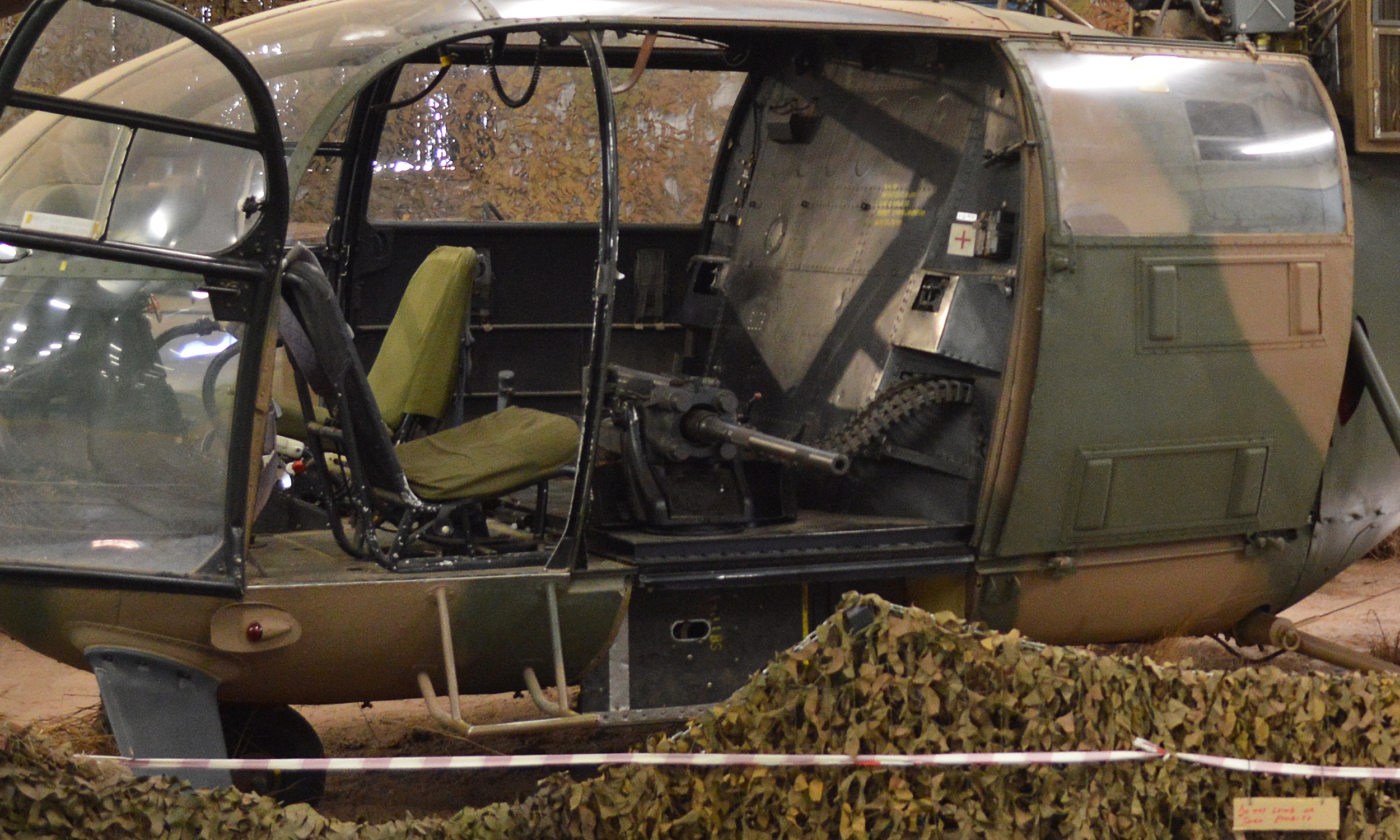
キャビンにMG151/20を装備したアルエット III。弾倉はキャビンより後ろの胴体に収納されている。

SA 316A
初期生産型。元々の形式番号はSE.3160。
SA 316B
エンジンをチュルボメカ アルトウステ IIIB ターボシャフトエンジン（出力425kW）に換装し、メインローターとテールローターを強化した性能向上型。インドとルーマニアでライセンス生産された。
IAR 316
SA 316Bのルーマニアモデル。IARにて、1971年-1987年までに230機生産された。
東側規格の57mm ロケット弾ポッドや対戦車ミサイルの装備が可能。
HAL Chetak
SA 316Bのインドモデル。HAL（ヒンドスタン航空機）にてライセンス生産されており、現在でも生産を継続している。
SA 319B
SA 316Bを改良した型で、エンジンをチュルボメカ アスタゾウ XIV（出力649kWを、447kWへ減格使用）に換装した機体。スイスでライセンス生産された。
SA 316C
エンジンをチュルボメカ アルトウステ IIIDに換装した型。少数のみ製造。
G-Car
ローデシア空軍における、アルエット III汎用型の呼称。機体側面に1丁のFN MAG（後には2丁の.30口径ブローニング機関銃）をドアガンとして装備。
K-Car
ローデシア空軍における、アルエット III ガンシップ仕様の呼称。機体のキャビン内部から左側面に突き出す形で1門の20mm機関砲を装備しており、乗員はパイロット（前部右座席）と機関砲操作要員（後部の左向きの座席）・指揮官（後方に向いた前部左座席）の3名。
K-Carと同様に機体に20mm機関砲を搭載した機体はポルトガルや南アフリカでも運用されており、搭載機関砲はMG151/20の他にはイスパノ Mk.Vや南アフリカ国産のGA-1が使用される。

### 試作機
IAR 317 スカイフォックス
ルーマニアがIAR 316をベースに設計した攻撃ヘリコプター。3機が試作されたのみで、量産化には至らず。
XH-1 アルファ
南アフリカのアトラス社がSA 316をベースに試作した攻撃ヘリコプター。AH-2 ローイファルク開発のための研究機として、1機のみ製造。

## 運用国

### 軍用
アラブ首長国連邦（アブダビ）
 アルバニア
SA 319を運用。退役済み。
 アンゴラ
 アルゼンチン
SA 316を運用。
 オーストリア
オーストリア空軍 - 2023年時点で、18機のSA 316/SA 319を保有している。
 オーストラリア
オーストラリア空軍が1964年-1967年に3機（A5：165-167）を運用。
 バングラデシュ
 ベルギー
ベルギー空軍が救難用にSA 319を運用。
 ビアフラ共和国
ビアフラ軍が数機を運用。
 ボリビア
 ブルキナファソ
 ビルマ
 ブルンジ
SA 316を運用。
 中国
 カメルーン
SA 319を運用。
 チャド
SA 316を運用。
 チリ
SA 316を運用。
 コンゴ共和国
SA 316を運用。
 コートジボワール
 デンマーク
 ドミニカ共和国
 エクアドル
SA 316を運用。
 エルサルバドル
 赤道ギニア
 エチオピア
SA 316を運用。
 フランス
SA 316, SA 319を運用。
 ガボン
ガボン空軍がSA 316/SA 319を運用。退役済み。
 ガーナ
SA 316を運用。
 ギリシャ
ギリシャ海軍がSA 319を運用。退役済み。
 ギニア
 ギニアビサウ
SA 316を運用。
 イギリス領香港
王立香港空軍が警備や救難に運用。
 インド
ヒンドスタン航空機がHAL チェタク（Chetak）の名でSA 319をライセンス生産。老朽化に伴う安全上の問題などを受け、陸軍と空軍は2015年12月にCheetahを含む280機の軽量ヘリコプターを地上待機とした。そして2016年1月にはこれらの退役が決定、これにより段階的に廃止しドゥルーブとKa-226Tによって代替される予定である。2024年時点で、インド空軍が39機のチェタクを保有。
 インドネシア
SA 316を運用。
 イラク
SA 316を運用。
 イラン
 アイルランド
SA 316を運用。
 イスラエル
 ヨルダン
SA 316を運用。
 ラオス
 レバノン
SA 316を12機運用。
 リビア
SA 316を運用。
 マダガスカル
マダガスカル空軍 - 2023年時点で、3機のSA 318Cを保有している。
 マラウイ
 マレーシア
SA 316を運用。
 マルタ
3機のSA 316を運用。1970年代に国内に駐留していたリビア軍が撤退の際に残留させた機体を使用（参考）。のちにオランダから中古機2機も購入しているが、こちらは出力不足などから早期に退役し、スペアパーツ用に解体された。
 メキシコ
SA 319を運用。
 モロッコ
モロッコ空軍 - SA 319を運用。退役済み。
 モザンビーク
 ネパール
ネパール軍航空隊 - 2023年時点で、2機のSA 316Bを保有している。
 オランダ
 ニカラグア
 パキスタン
パキスタン海軍がSA 316, SA 319を運用。
パキスタン空軍 - 2023年時点で、15機のSA 316を保有している。
 ペルー
SA 319を運用。
 ポルトガル
ポルトガル空軍がSA 319を18機運用しているが、2011年までに引退予定。
 ローデシア
ローデシア空軍が運用。
 ルーマニア
IAR 316を運用。
 ルワンダ
SA 316を運用。
 サウジアラビア
 セーシェル
ヒンドスタン製。
 シンガポール
シンガポール空軍が運用。
 スリランカ
SA 316を運用。
 ソビエト連邦
1985年に試験・評価用にチェタク8機をインドから購入した。「フレンチ・マン」という俗称があった。一部は陸・航空・海軍支援ボランティア協会で運用されたという。
 南アフリカ共和国
SA 316を運用。
南アフリカ空軍が運用。退役済み。
 韓国
韓国海軍がSA 319Bを運用。 スパイ船 キルマーク 保有。 1983.08.13 AS.12 4発発射、1発命中、スパイ船撃沈。
 ベトナム共和国
 スペイン
 スリナム
スリナム国軍 - 2024年時点で、3機のSA316B/チェタクを保有。
 スイス
SA 316を運用。
 チュニジア
SA 316を運用。
 ベネズエラ
SA 316を運用。
 ユーゴスラビア
SFR ユーゴスラビア空軍の特殊ヘリコプター第一飛行隊でAFとADが2機のSA 316を運用。
 ザイール
SA 316を運用。
 ザンビア
 ジンバブエ
SA 316を運用。
 スイス
スイス空軍がSA 316を運用。

### 民間
アメリカ合衆国
救難ヘリとして運用。
 日本
地方公共団体の消防組織が消防ヘリとして運用したが、いずれも既に退役。

## 性能・主要諸元（SA-316B）
- 乗員：2名
- 乗客：5名（標準型）
- 全長：10.03m
- 主回転翼直径：11.02m
- 全高：3.09m
- 円板面積：
- 空虚重量：1.108t
- 吊下可能重量：2.1t
- 最大離陸重量：2.2t

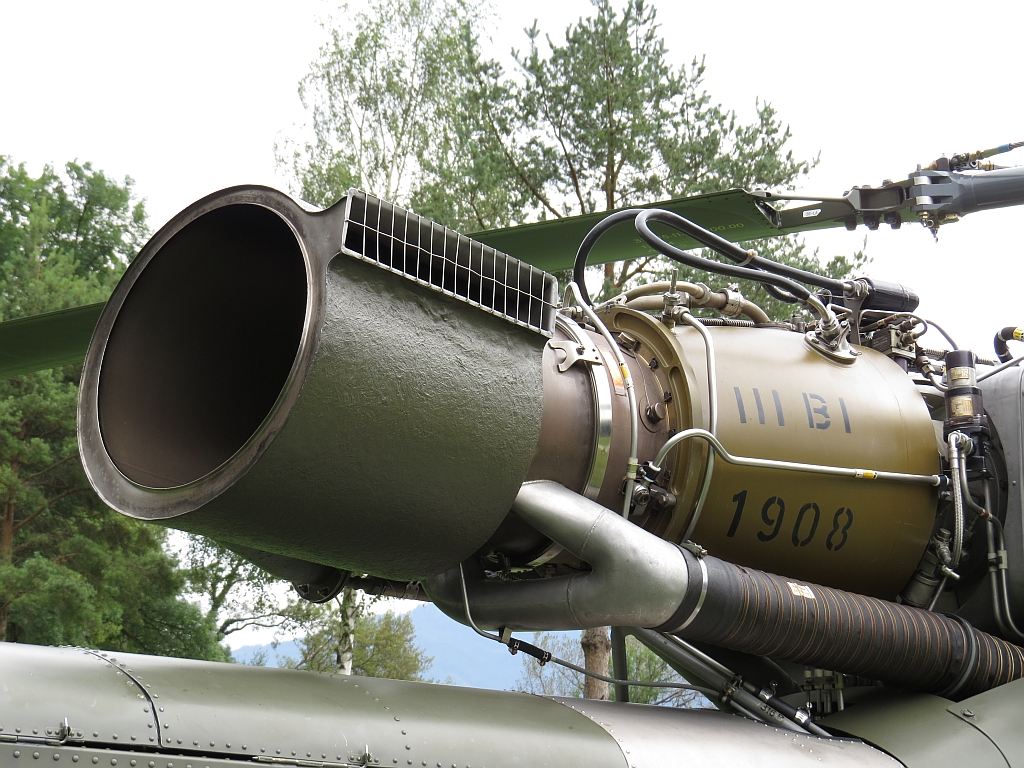
アルエット IIIのチュルボメカ製ターボシャフトエンジン

- 発動機：チュルボメカ アルトウステ IIIB ターボシャフトエンジン（425kw）×1基
- 超過禁止速度：210km/h=M0.17
- 巡航速度：
- 航続距離：540km
- 巡航高度：
- 上昇率：4.5m/sec

## 保存
- 東京都新宿区の消防博物館に日本初の消防ヘリコプターである「ちどり」と「かもめ」(JA9020、JA9071)
- 東京都日野市の東京都立科学技術大学から岐阜県各務原市に放置された東京消防庁「ひばり」(JA9027)
- 東京都千代田区の丸の内消防署に東京消防庁航空隊で使用された「みずたま」(JA9121)
- 岐阜県各務原市の岐阜かかみがはら航空宇宙博物館に名古屋市消防局で使用された「なごや」(JA9093、1996年～2016年)
- 京都府京都市南区の京都市民防災センターに京都市消防局で使用された「きょうと1」(JA9072、1992年～2005年)
- 福岡県福岡市早良区の防災センターに福岡市消防局で使用された「あかとんぼ」(JA9136)の胴体部、同中央区の少年科学文化会館に同機のエンジン

## 登場作品
『北京原人の逆襲』
王立香港空軍所属機が登場。香港の街中で暴れまわる北京原人を攻撃する。
撮影には、実物とミニチュアが使用されている。
『ゴジラ』
有楽町に現れたゴジラに接近するが、放射火炎で撃墜され渋滞中の首都高速道路に墜落。大火災の原因となる。
撮影には、ミニチュアが使用されている。